# Manuel Poggiali
Manuel Poggiali (Ciudad de San Marino, 14 de febrero de 1983) es un expiloto de motociclismo sanmarinense que llegó a ser campeón del mundo en dos ocasiones. En 2001 consiguió el mundial de la categoría de 125 cc y dos años después el campeonato de 250 cc.

## Biografía
Comenzó en el Campeonato mundialista en el año 1999, tras haber ganado entre otros el Campeonato de Italia a la temprana edad de 15 años.Su primer año fue de adaptación y quedó 17.º con 46 puntos.
Con más experiencias que el año pasado Poggiali, mejora este año sus números del curso pasado. Esta temporada consigue su primer podio al conseguir quedar tercero en el GP de Holanda. Finalizó el campeonato 16.º con 54 puntos.
Al año siguiente, el 2001, dejó atrás su Derbi, para competir con la Gilera. Este cambio se notó mucho ya que Manuel, consiguió finalizar campeón del mundo de 125cc, consiguiendo 3 victorias y 11 podios esta temporada.
Decidió seguir con la Gilera en el siguiente año y en la misma categoría. Este año vuelve a hacer un grandísimo año, pero solo pudo conseguir el subcampeonato por detrás tan solo de Arnaud Vincent. Consiguió mejores números que el año pasado al conseguir 4 victorias y 10 podios incluidas 6 poles, pero Arnaud consiguió aún mejores logros para alzarse con el campeonato.
Con mucha más confianza para dar el salto a 250 cc, Manuel fichó por el equipo Aprilia. Este año se consagró en la élite del motociclismo al acabar campeón del mundo por delante de gente como Toni Elías o Randy de Puniet. Con 4 victorias, 10 podios y 3 poles, consiguió el campeonato del mundo con una puntuación de 249 puntos.
A la temporada siguiente, tuvo que defender el título de campeón, pero este año no pudo luchar por él ya que hizo una mala temporada y se tuvo que conformar con el 9.º puesto de la clasificación final.
Tras esta temporada de 250 cc, decide bajar otra vez a la categoría que lo coronó campeón del mundo en 2001. Este año en 125 cc vuelve a realizar una mala temporada al quedar 10.º en la general con 107 puntos.
En 2006 decide volver de nuevo a la categoría de 250 cc, donde quedó 14.º en la final. Al final del temporada, decide retirarse debido a problemas personales. Dos años después, es convencido por el equipo Gilera para volver, sin embargo, abandona en República Checa retirándose en la 10.ª prueba del mundial.
Actualmente juega el fútbol sala con el equipo Tre Fiori y en el seleccionado nacional de San Marino.

## Resultados en el Campeonato del Mundo
Sistema de puntuación de 1993 hasta 2022:
| Posición | 1.º | 2.º | 3.º | 4.º | 5.º | 6.º | 7.º | 8.º | 9.º | 10.º | 11.º | 12.º | 13.º | 14.º | 15.º |
| Puntos   | 25  | 20  | 16  | 13  | 11  | 10  | 9   | 8   | 7   | 6    | 5    | 4    | 3    | 2    | 1    |

(Carreras en negrita indica pole position, carreras en cursiva indican vuelta rápida)
| Año  | Cat.  | Moto    | 1      | 2       | 3       | 4       | 5       | 6       | 7       | 8       | 9       | 10      | 11      | 12      | 13     | 14      | 15     | 16      | 17    | Pts. | Pos. | Vic. |
| ---- | ----- | ------- | ------ | ------- | ------- | ------- | ------- | ------- | ------- | ------- | ------- | ------- | ------- | ------- | ------ | ------- | ------ | ------- | ----- | ---- | ---- | ---- |
| 1999 | 125cc | Aprilia | MAL 12 | JPN 18  | ESP 9   | FRA Ret | ITA 13  | CAT Ret | NED 13  | GBR Ret | GER 11  | CZE     | IMO 8   | VAL Ret | AUS 9  | RSA Ret | BRA 7  | ARG Ret |       | 46   | 17.º | 0    |
| 2000 | 125cc | Aprilia | RSA    | MAL     | JPN     | ESP 9   | FRA 8   | ITA Ret | CAT Ret | NED 3   | GBR Ret | GER Ret | CZE 12  | POR Ret | VAL 14 | BRA Ret | PAC 11 | AUS 5   |       | 53   | 16.º | 0    |
| 2001 | 125cc | Gilera  | JPN 5  | RSA 2   | ESP Ret | FRA 1   | ITA 3   | CAT 3   | NED Ret | GBR 3   | GER 3   | CZE Ret | POR 1   | VAL 1   | PAC 2  | AUS 2   | MAL 2  | BRA 5   |       | 241  | 1.º  | 3    |
| 2002 | 125cc | Gilera  | JPN 3  | RSA 1   | ESP DSQ | FRA 2   | ITA 1   | CAT 1   | NED 2   | GBR 3   | GER 4   | CZE 5   | POR Ret | BRA 3   | PAC 2  | MAL 4   | AUS 1  | VAL 7   |       | 254  | 2.º  | 4    |
| 2003 | 250cc | Aprilia | JPN 1  | RSA 1   | ESP 4   | FRA Ret | ITA 1   | CAT Ret | NED 4   | GBR 2   | GER 8   | CZE 3   | POR 2   | BRA 1   | PAC 3  | MAL 2   | AUS 9  | VAL 3   |       | 249  | 1.º  | 4    |
| 2004 | 250cc | Aprilia | RSA 4  | ESP Ret | FRA Ret | ITA 3   | CAT Ret | NED 7   | BRA 1   | GER Ret | GBR Ret | CZE 9   | POR 7   | JPN 17  | QAT    | MAL     | AUS 3  | VAL Ret |       | 95   | 9.º  | 1    |
| 2005 | 125cc | Gilera  | ESP 6  | POR 5   | CHN 12  | FRA 10  | ITA 6   | CAT 6   | NED 8   | GBR 25  | GER 11  | CZE 8   | JPN 6   | MAL 8   | QAT 7  | AUS 13  | TUR 11 | VAL Ret |       | 107  | 10.º | 0    |
| 2006 | 250cc | KTM     | ESP 11 | QAT 14  | TUR 15  | CHN 11  | FRA 17  | ITA 12  | CAT 11  | NED 10  | GBR Ret | GER 13  | CZE Ret | MAL 11  | AUS 13 | JPN 12  | POR 12 | VAL 8   |       | 50   | 14.º | 0    |
| 2008 | 250cc | Gilera  | QAT 14 | ESP Ret | POR 17  | CHN Ret | FRA 6   | ITA Ret | CAT 14  | GBR 14  | NED Ret | GER Ret | CZE DNS | RSM -   | IND -  | JPN -   | AUS -  | MAL -   | VAL - | 16   | 19.º | 0    |